# Bradley (condado de Raleigh)
Bradley es un lugar designado por el censo ubicado en el condado de Raleigh en el estado estadounidense de Virginia Occidental. En el Censo de 2010 tenía una población de 2040 habitantes y una densidad poblacional de 185,9 personas por km².

## Geografía
Bradley se encuentra ubicado en las coordenadas 37°52′4″N 81°12′56″O / 37.86778, -81.21556. Según la Oficina del Censo de los Estados Unidos, Bradley tiene una superficie total de 10.97 km², de la cual 10.95 km² corresponden a tierra firme y (0.19%) 0.02 km² es agua.

## Demografía
Según el censo de 2010, había 2040 personas residiendo en Bradley. La densidad de población era de 185,9 hab./km². De los 2040 habitantes, Bradley estaba compuesto por el 95.29% blancos, el 1.96% eran afroamericanos, el 0.15% eran amerindios, el 0.49% eran asiáticos, el 0.2% eran isleños del Pacífico, el 0.59% eran de otras razas y el 1.32% pertenecían a dos o más razas. Del total de la población el 1.32% eran hispanos o latinos de cualquier raza.